# 上野彦馬
上野 彦馬（うえの ひこま、1838年10月15日〈天保9年8月27日〉 - 1904年〈明治37年〉5月22日）は、幕末期から明治時代にかけて活動した日本の写真家（写真師）。日本における最初期の写真家で、日本最初の戦場カメラマン（従軍カメラマン）としても知られる。号は季渓。家紋は桔梗の二引。

## 生涯
天保9年（1838年）、長崎銀屋町で蘭学者・上野俊之丞（1790 - 1851）の次男として生まれる。広瀬淡窓の私塾、咸宜園で2年間学び、咸宜園を離れた後の安政5年（1858年）にはオランダ軍医ポンペ・ファン・メールデルフォールトを教官とする医学伝習所の中に新設された舎密試験所に入り、舎密学（化学）を学んだ。このとき、蘭書から湿板写真術を知り、大いに関心を持つ。同僚の堀江鍬次郎らとともに蘭書を頼りにその技術を習得、感光剤に用いられる化学薬品の自製に成功するなど、化学の視点から写真術の研究を深める。また、ちょうど来日したプロの写真家であるピエール・ロシエにも学んだ。その後、堀江とともに江戸に出て数々の写真を撮影して耳目を開き、文久2年（1862年）には堀江と共同で化学解説書『舎密局必携』を執筆する。
同年、故郷の長崎に戻り中島河畔で上野撮影局を開業した。ちなみにこれは日本における最初期の写真館であり（ほぼ同時代に鵜飼玉川や下岡蓮杖が開業）、彦馬は日本における最初期の職業写真師である。同撮影局では坂本龍馬、高杉晋作ら幕末に活躍した若き志士や明治時代の高官、名士の肖像写真を数多く撮影した。
維新後の明治7年（1874年）には金星の太陽面通過の観測写真を撮影（日本初の天体写真。また、アメリカからもジョージ・デビッドソンが来日している。）、明治10年（1877年）には西南戦争の戦跡を撮影（日本初の戦跡写真）、同年に開催された第1回内国勧業博覧会では鳳紋褒賞を受賞するなど、その写真は歴史的、文化的にも高く評価されている。
一方で海外に支店を持つ（ウラジオストク、上海、香港）など写真業繁栄の傍ら後進の指導にもあたり、富重利平や田本研造ら多くの門人を輩出した。明治37年（1904年）、長崎で死去。享年67。

## ギャラリー

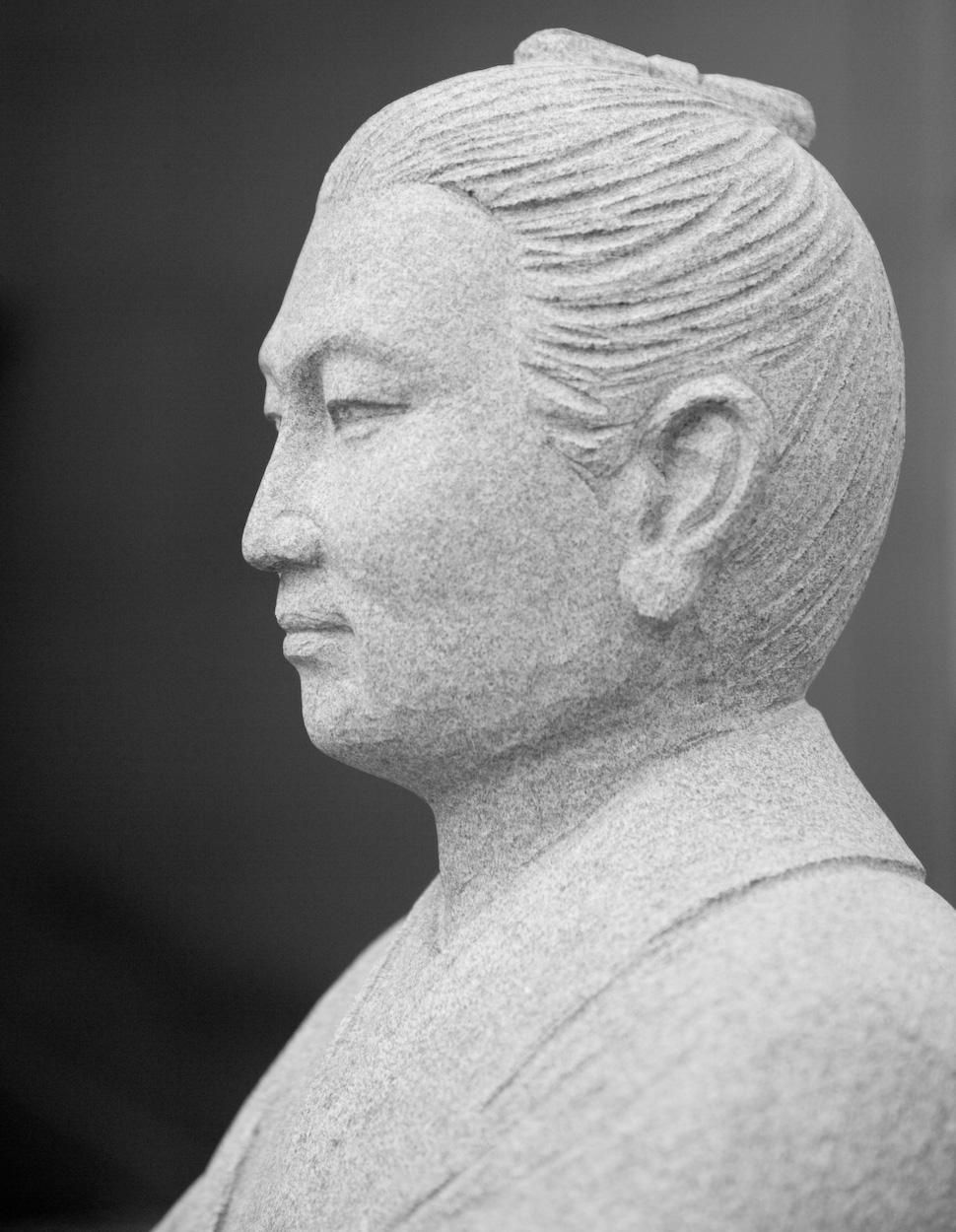
上野彦馬の像（長崎市）
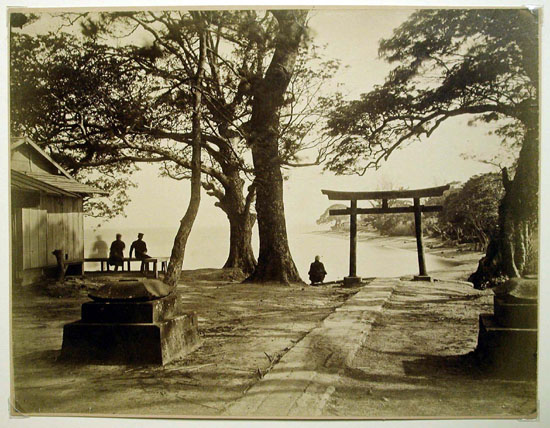
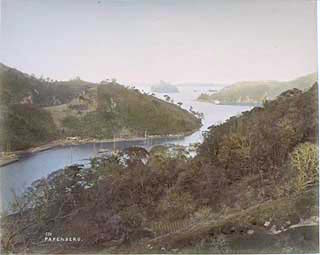
長崎、中央やや上の小さい島が高鉾島
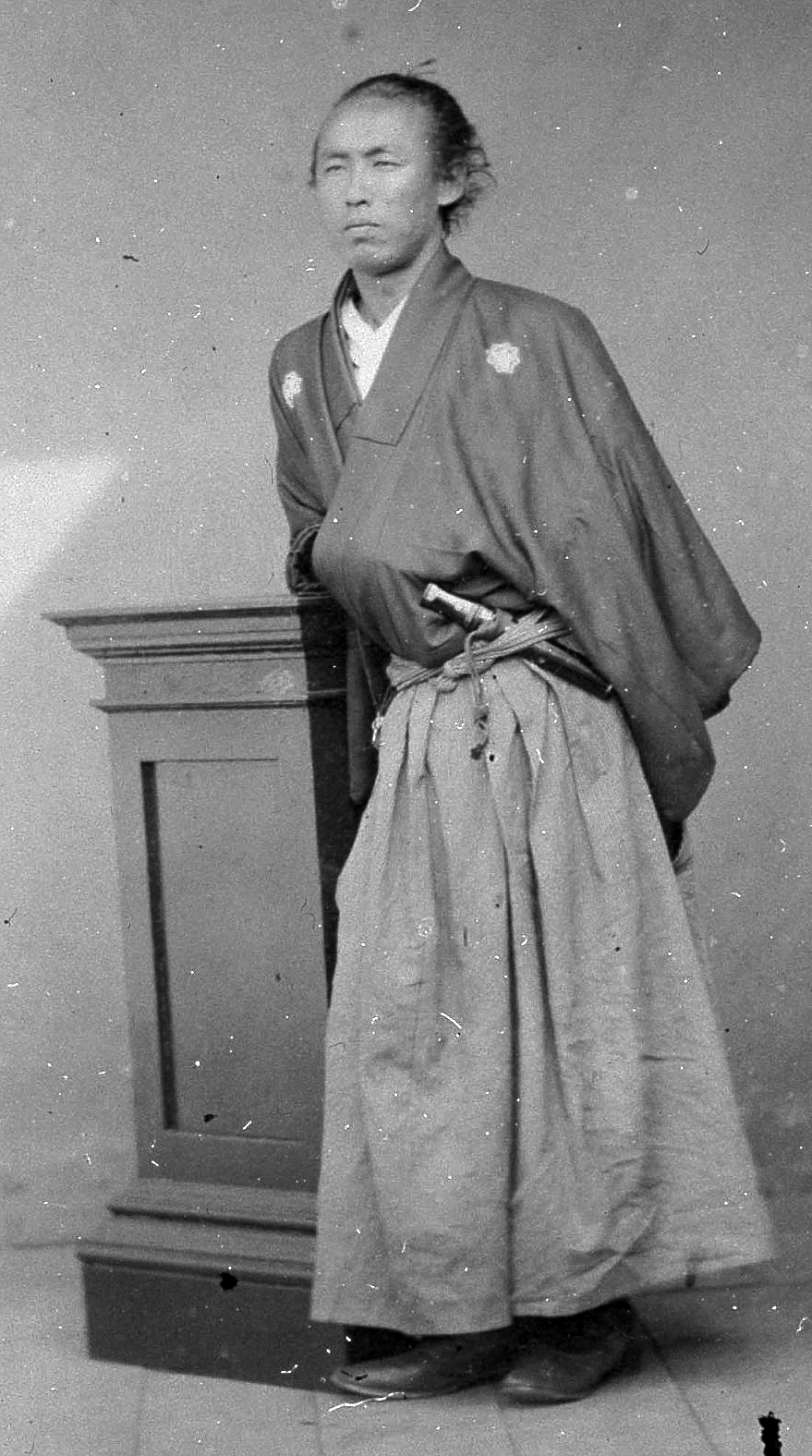
彦馬の代表的な作品といわれていた坂本龍馬肖像（現在の研究では、彦馬の弟子、井上俊三の撮影であることが通説となっている）
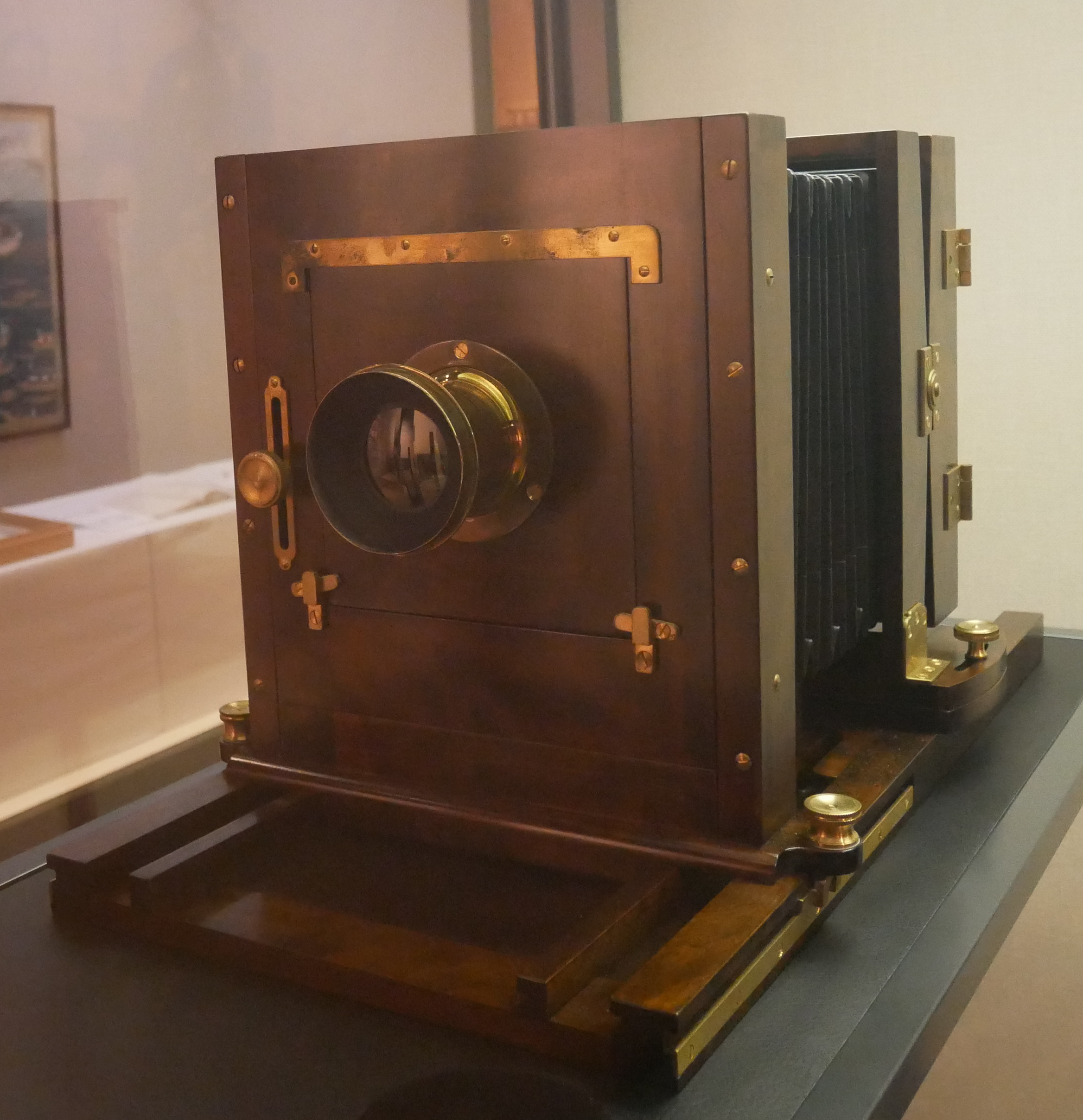
上野彦馬使用カメラ
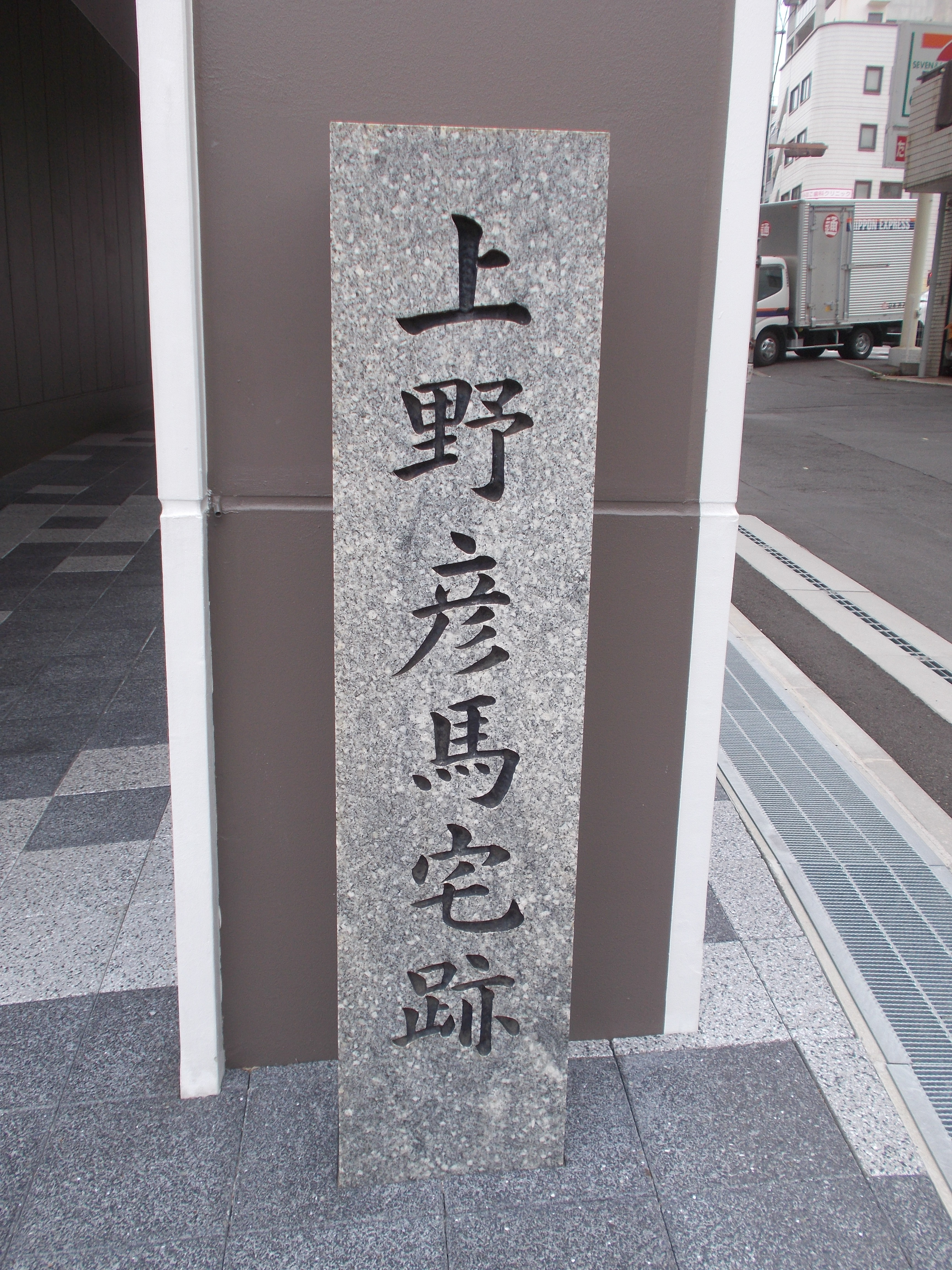
上野彦馬宅跡の碑（長崎市伊勢町）
上野撮影局跡（長崎市伊勢町）
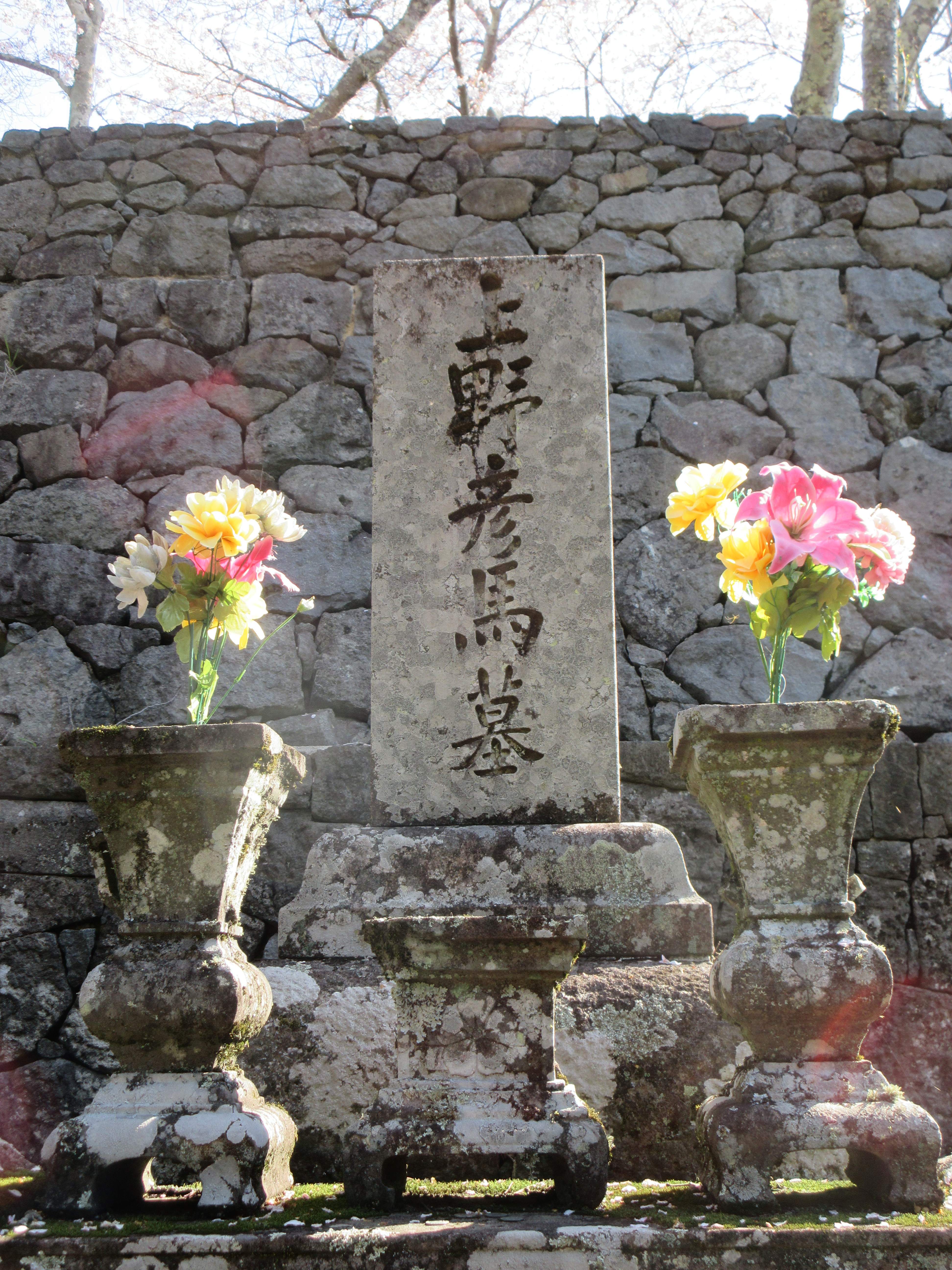
上野彦馬の墓（長崎市風頭山）

## 登場作品
テレビドラマ
- 『龍馬伝』（2010年、NHK大河ドラマ、演：テリー伊藤）
- 『JIN-仁- 完結編』（2011年、TBS、演：マコト）